# Vračovice
Vračovice (německy Wratschowitz) jsou malá vesnice a část obce Vračovice-Orlov v okrese Ústí nad Orlicí. Prochází zde silnice II/317. Vračovice jsou také název katastrálního území o rozloze 2,9 km². V katastrálním území Vračovice leží i Orlov.

## Historie
První písemná zmínka o vesnici pochází z roku 1349.

## Pamětihodnosti
- Kostel sv. Jana Křtitele
- Venkovská usedlost čp. 2

## Galerie

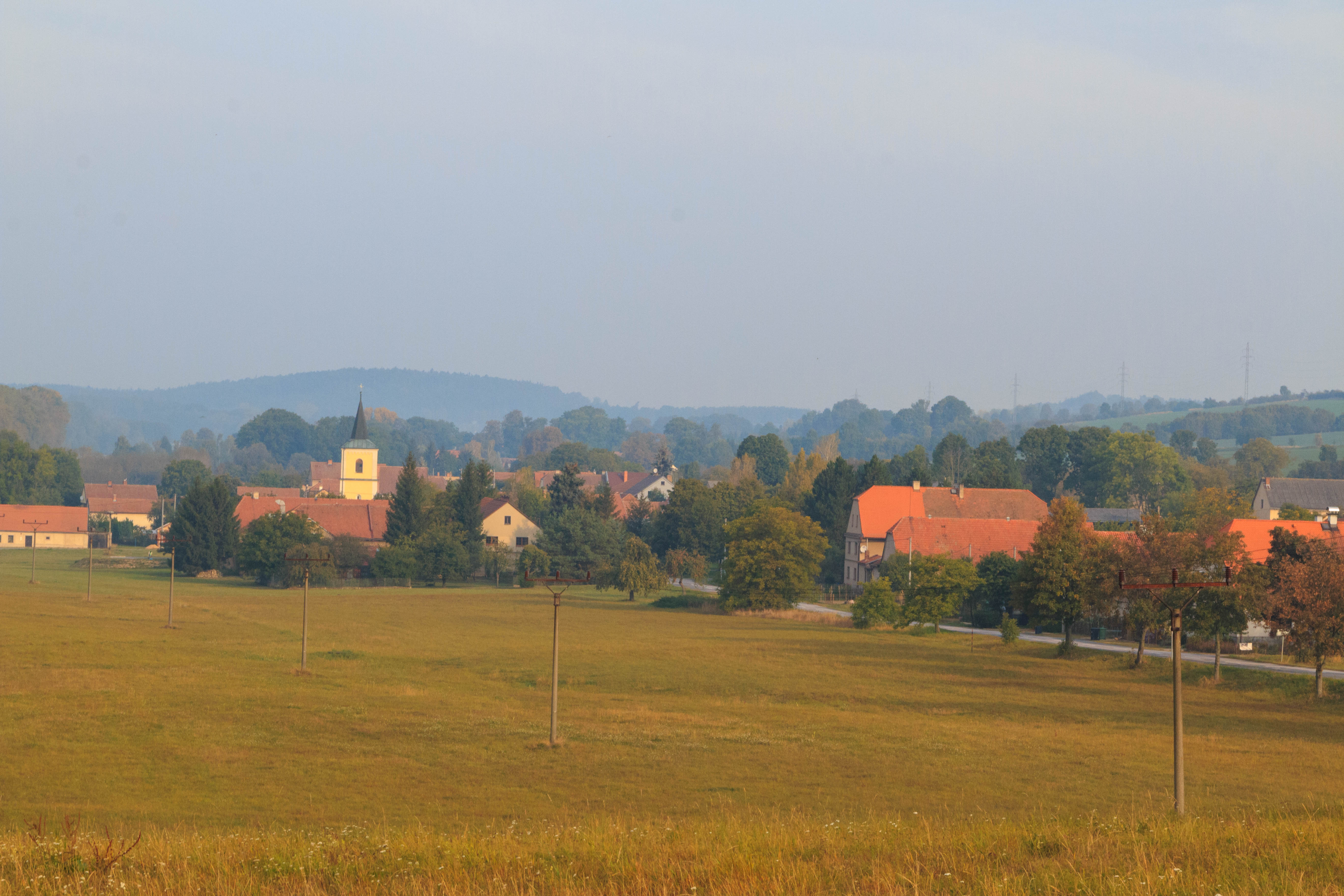
Vračovice od Orlova
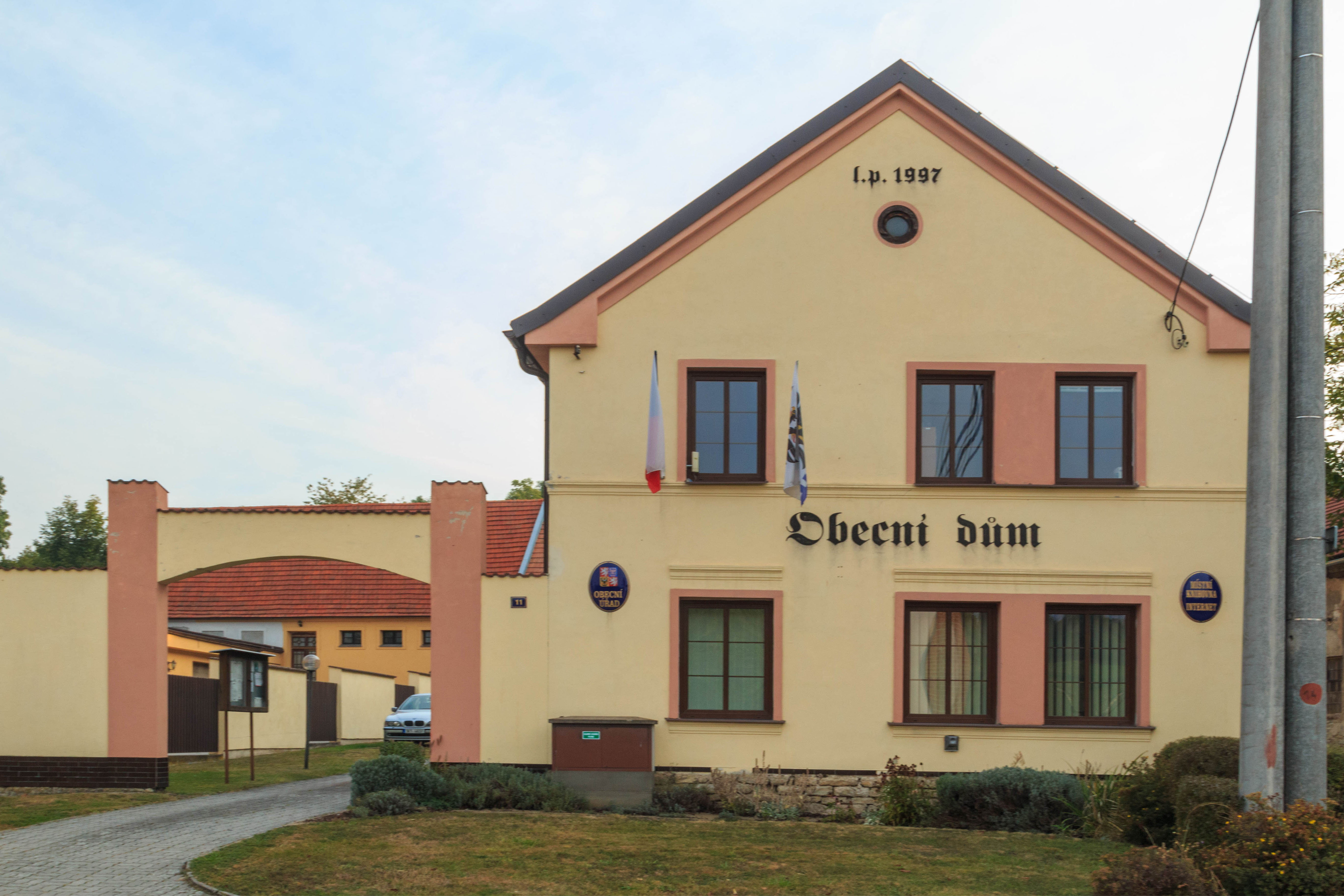
Obecní úřad
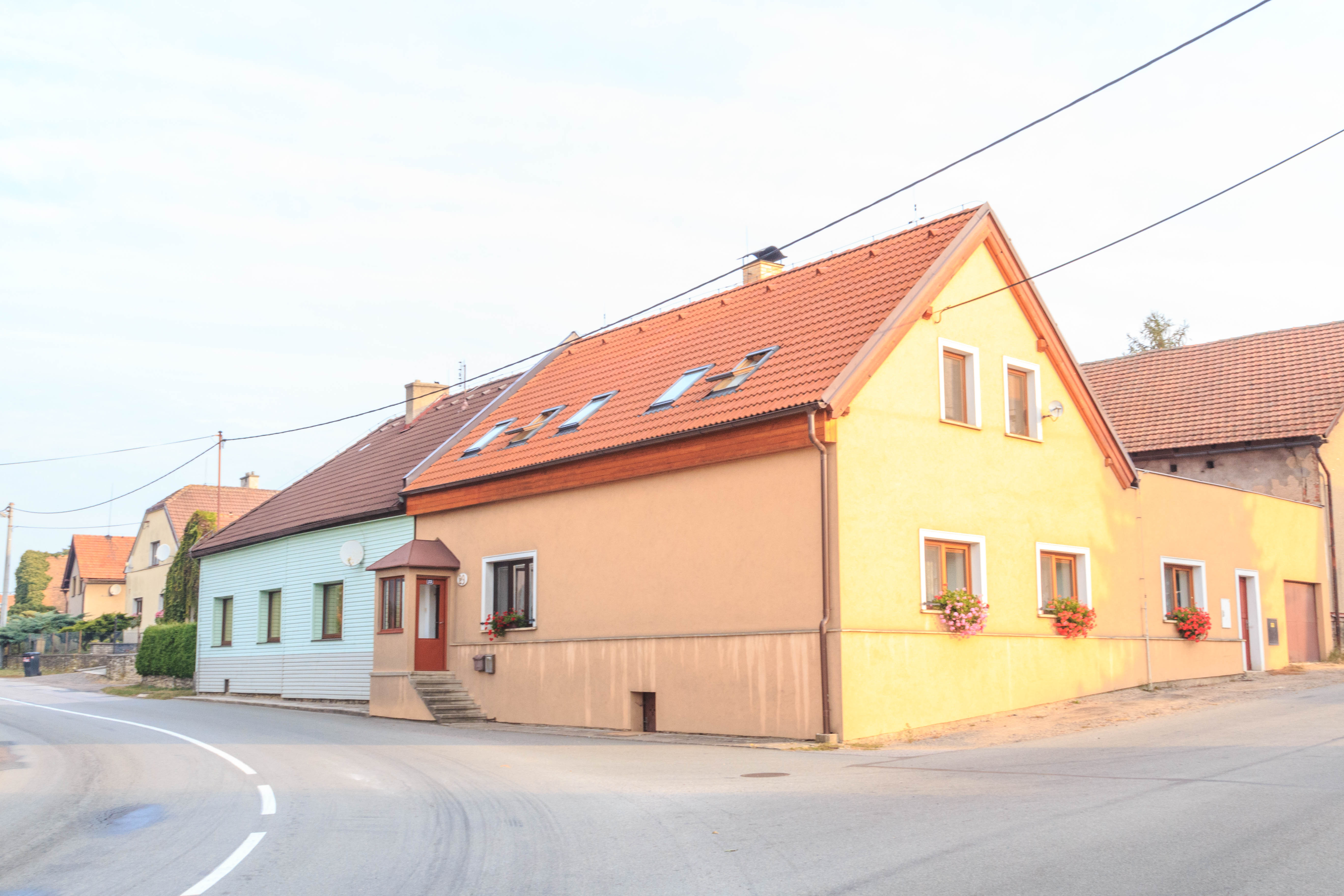
Dům čp. 29
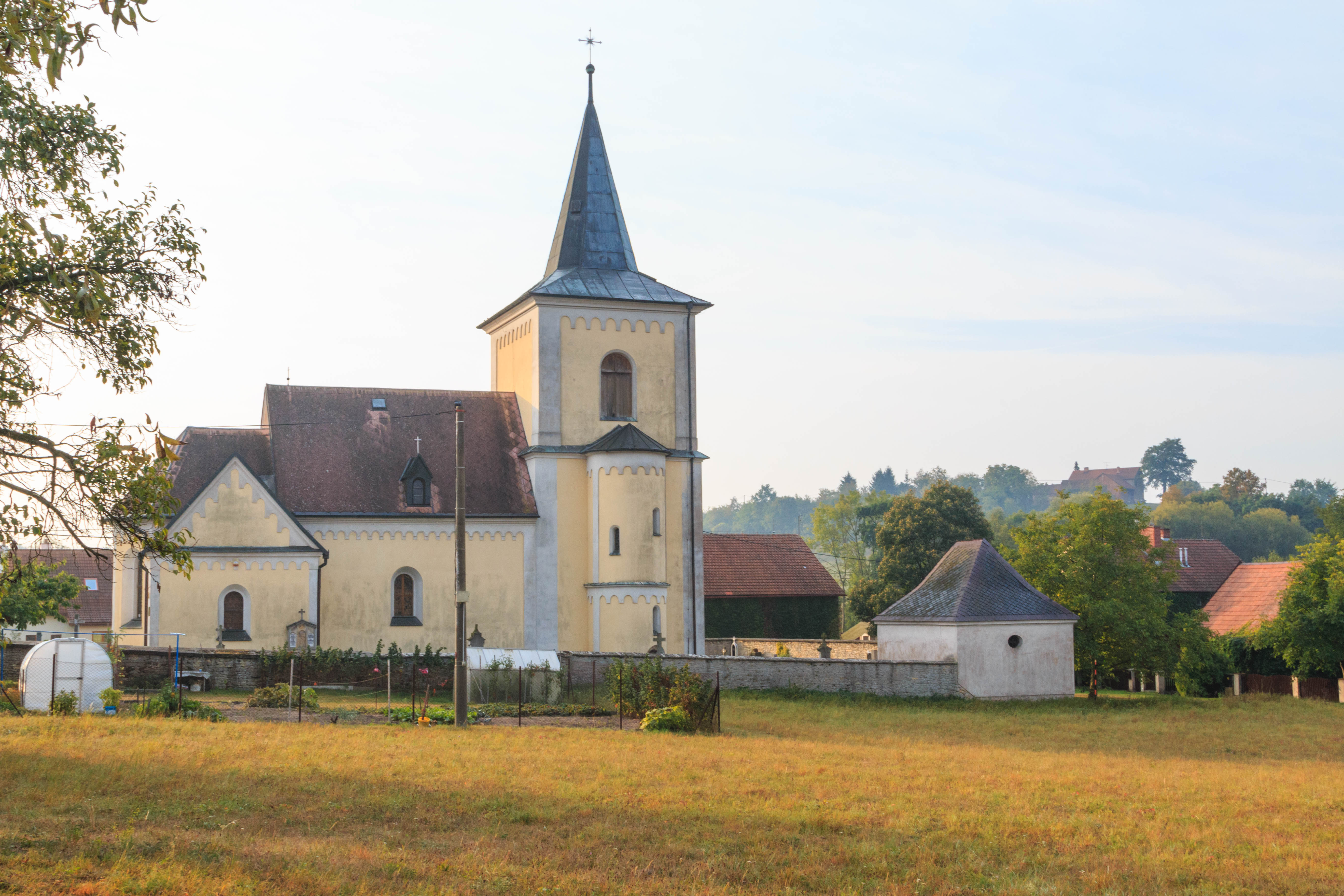
Kostel svatého Jana Křtitele